# Triathlon ai Giochi della XXXI Olimpiade
Le gare di triathlon dei Giochi della XXXI Olimpiade si sono svolte il 18 e il 20 agosto 2016 nella zona del Forte di Copacabana. Sono state disputate due gare, una femminile e una maschile.

## Formato

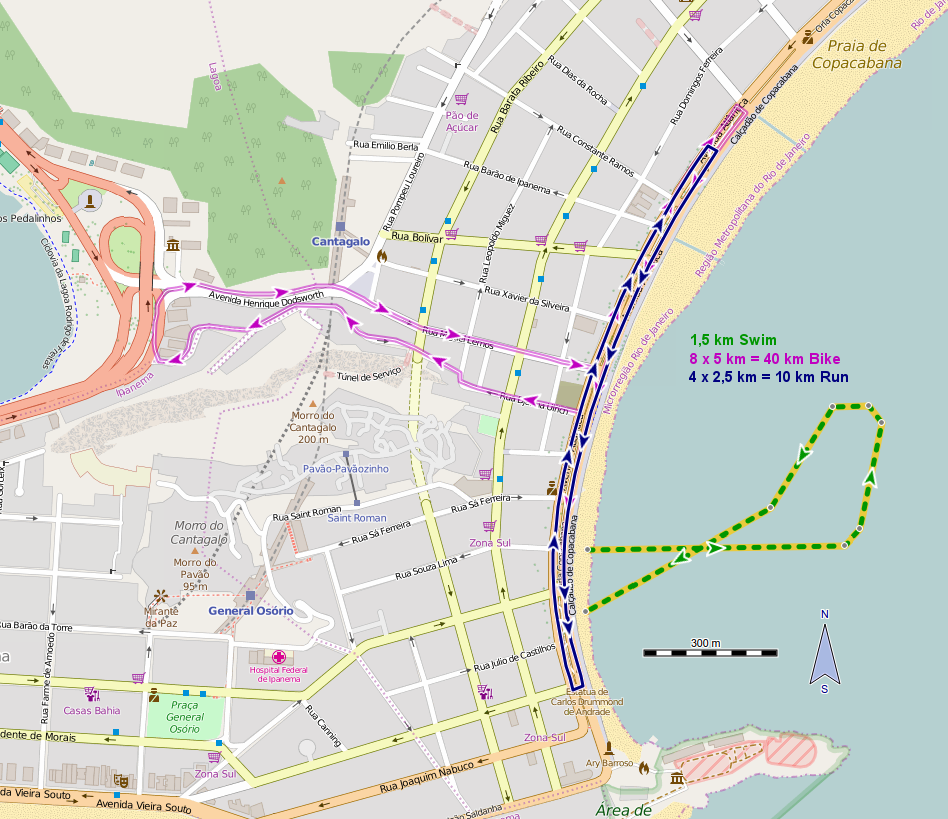
Mappa del percorso.

La gara olimpica di triathlon si svolge come un'unica prova in linea, senza qualificazioni: gli atleti affrontano prima la prova di nuoto (1,5 km), poi quella di ciclismo (40 km) e infine quella di corsa (10 km).

## Qualificazione
Il periodo di qualificazione è andato dal 20 maggio 2014 al 15 maggio 2016. Un totale di 110 atleti (55 per ogni sesso) hanno gareggiato per gli ambiti posti, con un massimo di tre inviati a competere per i primi otto Comitati Olimpici Nazionali (NOC), mentre i altri NOC potrebbero averne un massimo di due per evento. Per qualificarsi ai Giochi, tutti gli atleti devono guadagnare una quota di posti attraverso gli eventi di qualificazione continentale, raggiungere i primi tre posti attraverso l'evento di qualificazione mondiale ed essere tra i primi 140 nella lista di qualificazione olimpica, nella classifica delle serie mondiali di triathlon e nella lista dei punti.
Trentanove atleti per ogni sesso si sono qualificati attraverso la classifica, accanto ai 5 campioni continentali e ai primi 3 dell'evento di qualificazione internazionale, tenutosi a Rio de Janeiro dall'1 al 2 agosto 2015. La nazione ospitante, il Brasile, aveva riservato una quota per sesso, mentre altri due sono stati assegnati secondo l'Invito della Commissione Tripartita. Alla fine, altri cinque posti sono stati distribuiti ai NOC senza alcuna quota attraverso l'ITU Points List.

## Calendario
| Uomini | Finale |  |        | 1 |
| Donne  |        |  | Finale | 1 |
| Totale | 1      |  | 1      | 2 |

|  | Qualificazioni |  | Finali |

## Podi

### Uomini
| Evento                        | Oro               | Perform. | Argento           | Perform. | Bronzo         | Perform. |
| Triathlon maschile (dettagli) | Alistair Brownlee | 1h45'01" | Jonathan Brownlee | 1h45'07" | Henri Schoeman | 1h45'43" |

### Donne
| Evento                         | Oro            | Perform. | Argento       | Perform. | Bronzo        | Perform. |
| Triathlon femminile (dettagli) | Gwen Jorgensen | 1h56'16" | Nicola Spirig | 1h56'56" | Vicky Holland | 1h57'01" |

## Medagliere
| Pos.   | Paese         | Oro | Argento | Bronzo | Totale |
| ------ | ------------- | --- | ------- | ------ | ------ |
| 1      | Gran Bretagna | 1   | 1       | 1      | 3      |
| 2      | Stati Uniti   | 1   | 0       | 0      | 1      |
| 3      | Svizzera      | 0   | 1       | 0      | 1      |
| 4      | Sudafrica     | 0   | 0       | 1      | 1      |
| Totale | Totale        | 2   | 2       | 2      | 6      |